# الحيمريين (النعاعسة)
الحيمريين هو دُوَّار يقع بجماعة دار بلعماري، إقليم سيدي سليمان، جهة الرباط سلا القنيطرة في المملكة المغربية. ينتمي الدوّار لمشيخة النعاعسة التي تضم 11 دوار. يقدر عدد سكانه بـ 1178 نسمة حسب الإحصاء الرسمي للسكان والسكنى لسنة 2004.

## روابط خارجية
- البوابة الوطنية للجماعات الترابية
- المندوبية السامية للتخطيط